# The Matrix Revisited
The Matrix Revisited (Matrix Os Segredos da Produção no Brasil, 1999 - 123 minutos) é um documentário dirigido por John Oreck, que fala sobre o início da trilogia futurista.

## Informação
O documentário apresenta detalhes e curiosidades sobre a produção original e 
toda a trajetória de preparação para as filmagens. É mostrada a coleta de 
informações pelas diretoras Lilly e Lana Wachowski sobre filosofia oriental e 
a natureza da realidade.
Curiosidades como os diversos livros que Keanu Reeves teve de ler antes de 
conhecer o roteiro, além da influência de Hong Kong das lutas de kung-Fu sobre o 
filme são explicadas por meio de comentários da equipe e do elenco. Todos os mecanismos e 
táticas para a realização do filme são revelados no documentário.
Vale dizer que a obra está dividida em tópicos para que os mistérios 
sejam esclarecidos: as locações dos sets na Austrália; o estilo visual; os 
figurinos; a criação dos efeitos especiais; o treinamento dos atores.
O documentário oferece ainda reflexões exclusivas, comentários e entrevistas 
com o elenco.
Documentários dos Estados Unidos da América